# Stazione di Khon Kaen
La stazione di Khon Kaen (in thailandese สถานีรถไฟขอนแก่น) è la stazione ferroviaria della città di Khon Kaen, nel Nordest della Thailandia.
Si trova lungo la linea nordorientale della Ferrovia di Stato della Thailandia, più precisamente sul ramo da Nakhon Ratchasima a Vientiane, e dispone di quattro binari.

## Storia

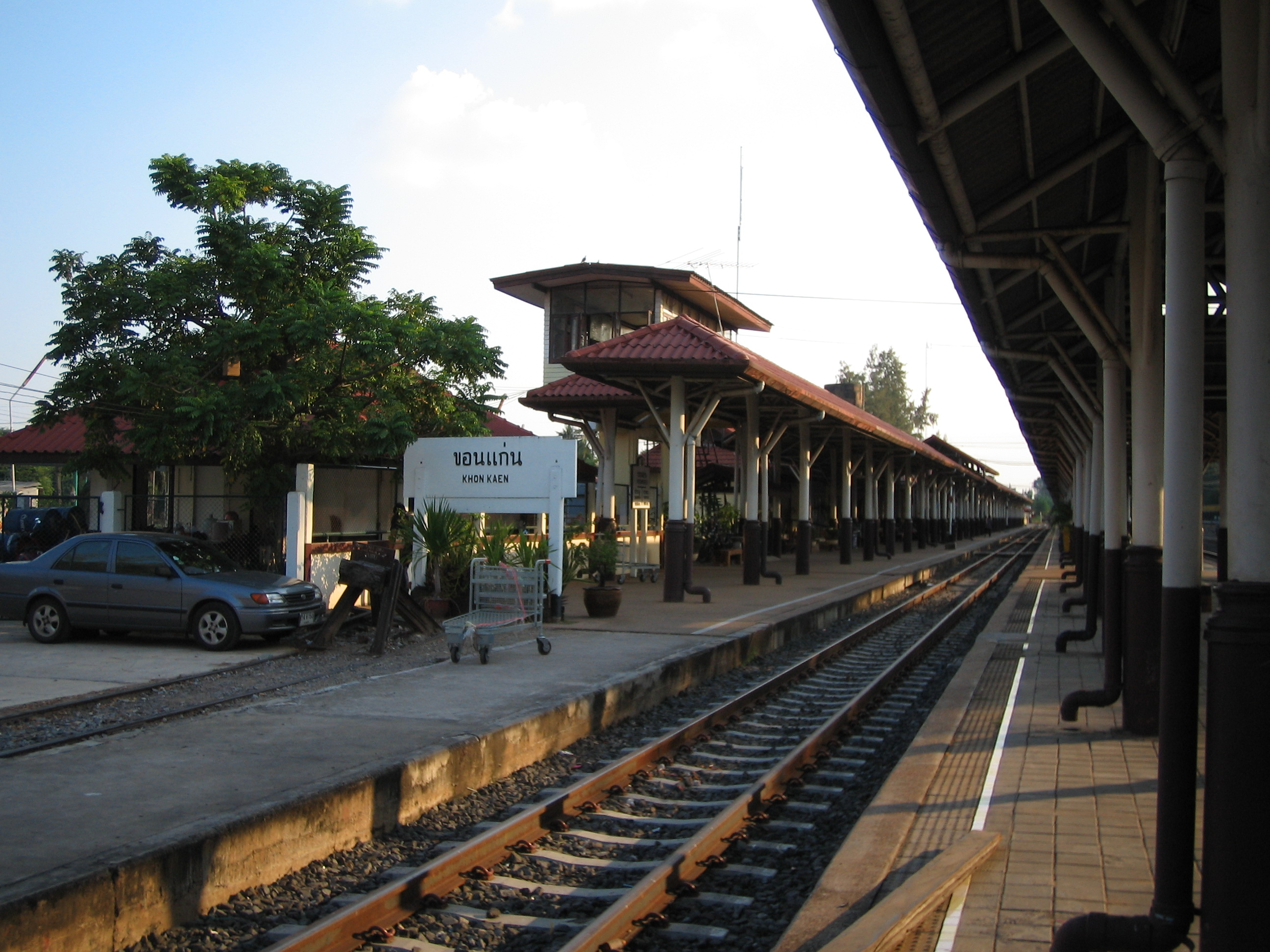
La stazione prima della ricostruzione.

La stazione è stata aperta il 1º aprile 1933 come capolinea della ferrovia proveniente da Nakhon Ratchasima. Nel 1941 la linea fu estesa fino a Udon Thani e divenne una stazione passante.

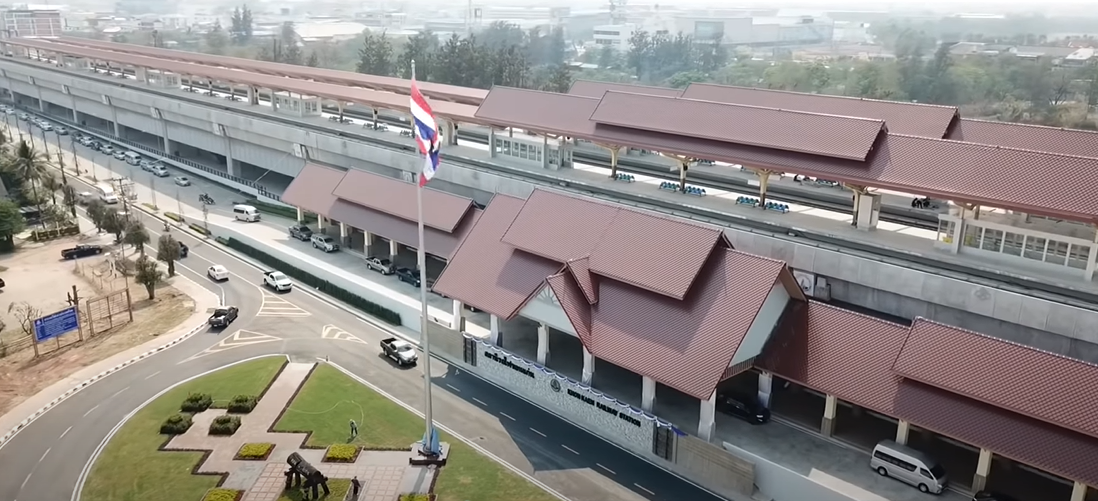
La nuova stazione sopraelevata costruita nel 2019.

Nel 2019 fu interamente ricostruita come stazione sopraelevata, con infrastrutture più moderne e senza barriere architettoniche.
In futuro sarà servita anche dalla ferrovia ad alta velocità Bangkok-Nong Khai, il cui completamento è previsto per il 2029.